# Joan V de Constantinoble
Joan V (en grec antic: Ίωάννης Ε') va ser patriarca de Constantinoble de l'any 669 al 675. Va succeir Tomàs II de Constantinoble a la seva mort. Durant el seu patriarcat va començar el primer Setge de Constantinoble (674-678) promogut pel Califat Omeia, el primer episodi de les guerres arabo-romanes. Joan era ortodox, igual que el seu antecessor, i abans de ser elegit patriarca era prevere i cartofílac a l'església de Santa Sofia. Santificat per l'Església Ortodoxa es commemora el dia 18 d'agost.